# Lucas Vidal

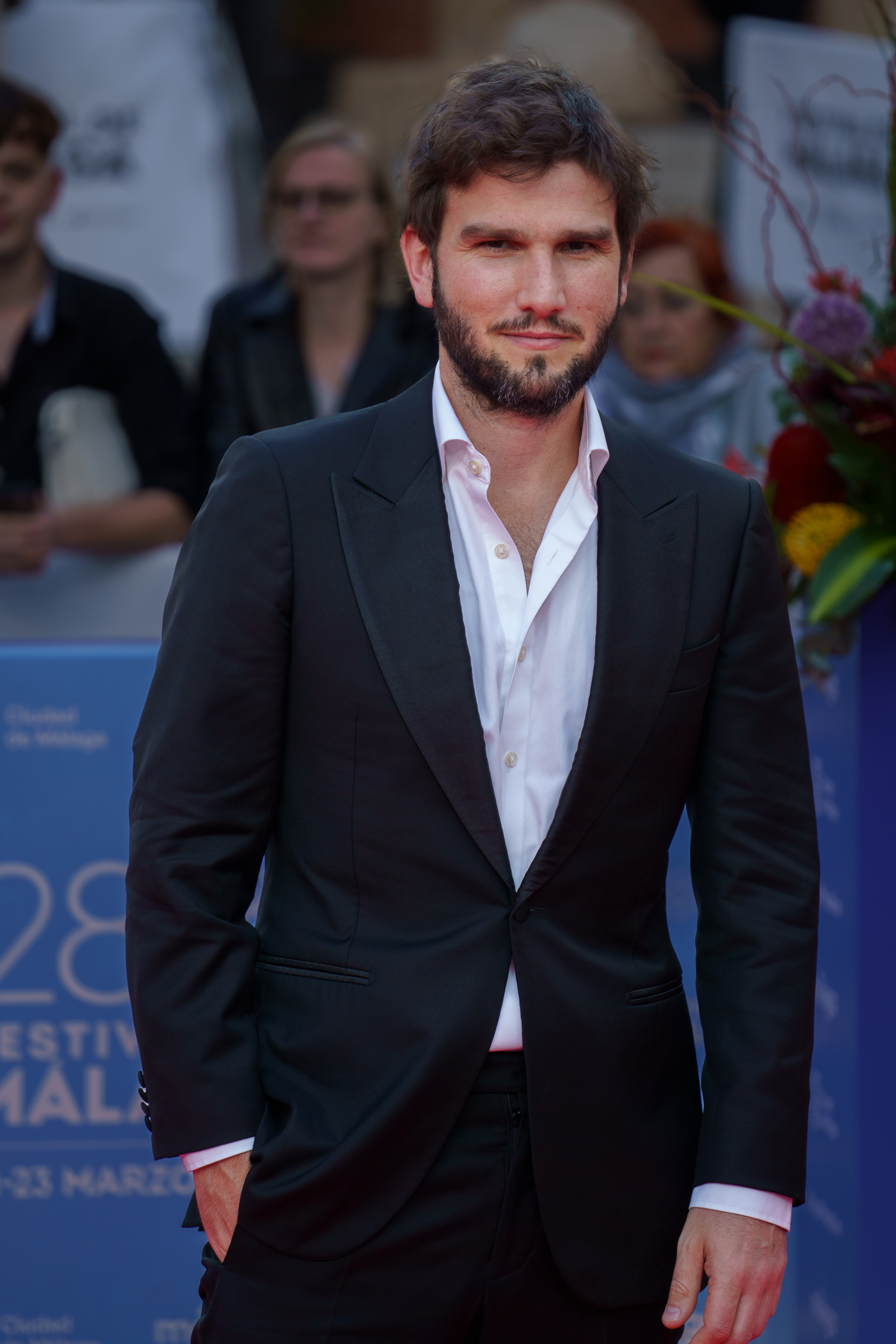
Lucas Vidal (2025)

Lucas Vidal (* 1984 in Madrid) ist ein spanischer Komponist.

## Leben
Lucas Vidal wuchs in Madrid auf, wo er bereits mit vier Jahren das Piano erlernte und im Alter von neun Jahren Werke von Johann Sebastian Bach improvisierte. Daher schickten ihn seine Eltern in ein Jugendorchester, wo er seine Fähigkeiten vertiefen sollte. Dort lernte der den Sohn des spanischen Musikers Paco de Lucía kennen, der ihn allerdings immer wieder für Amateurfilme begeistern wollte. Anfangs sträubte sich Vidal noch dagegen, da er kein Interesse daran hatte, sich weder als Schauspieler zu betätigen, noch überhaupt am Film teilzuhaben, da er sich viel lieber mit seiner Musik beschäftigte. Erst später realisierte er, dass man Musik auch mit dem Medium Film kombinieren könne.
Nachdem Vidals Onkel ein Musikseminar in Berklee College of Music besucht hatte und nach Spanien zurückgekehrt war, erzählte er dem 15-jährigen Lucas davon, der absolut begeistert von den Möglichkeiten erschien, sodass er in den beiden darauf folgenden Jahren jeweils ein Fünf-Wochen-Sommer-Programm besuchte, um seine musikalischen Fähigkeiten zu schulen. Dabei hinterließ er einen so guten Eindruck, dass er nach dem zweiten Jahr ein Studienstipendium erhielt. Dieses nutzte er, um in Berklee Komposition und Filmmusik zu studieren und mit summa cum laude abzuschließen. Während seines Studiums war er der jüngste Berklee-Student, der jemals eine Filmmusik mit einem 80-Mann-Orchester komponierte und einspielte. Anschließend zog er nach New York City, wo er unter anderem unter den Komponisten Richard Danielpour an der Juilliard School sein Handwerk verfeinerte. 2013 komponierte er die Musik zum sechsten Teil der Fast-and-Furious-Reihe. Er löste Brian Tyler ab, der bei den drei vorherigen Filmen die Musik komponierte.
Mit 21 wurde bei ihm Krebs diagnostiziert, welchen er nach drei Monaten Chemotherapie besiegen konnte.

## Filmografie (Auswahl)
- 2009: Die unglaubliche Reise des Sir Francis Drake (The Immortal Voyage of Captain Drake)
- 2009: La isla interior
- 2009: Thor: Der Hammer Gottes (Hammer of the Gods)
- 2010: Die Herrschaft der Schatten (Vanishing on 7th Street)
- 2010: Make Believe
- 2011: Sleep Tight (Mientras duermes)
- 2012: The Cold Light of Day
- 2012: The Raven – Prophet des Teufels (The Raven)
- 2013: Fast & Furious 6
- 2013: Mindscape
- 2014: The Quiet Ones
- 2015: Nobody Wants the Night (Nadie quiere la noche)
- 2015: Kidnapping Freddy Heineken
- 2015: Palmen im Schnee – Eine grenzenlose Liebe (Palmeras en la nieve)
- 2018: Der Baum des Blutes (El árbol de la sangre)
- 2019: Paradise Hills
- 2020: Jemand muss sterben (Alguien tiene que morir, Miniserie)
- 2020: Die Schergen des Midas (Los Favoritos de Midas, Miniserie)
- 2024: The Deliverance